# Делмар (Айова)
Делмар (англ. Delmar) — місто (англ. city) в США, в окрузі Клінтон штату Айова. Населення — 542 особи (2020).

## Географія
Делмар розташований за координатами 41°59′56″ пн. ш. 90°36′29″ зх. д. / 41.99889° пн. ш. 90.60806° зх. д. (41.998801, -90.607968).  За даними Бюро перепису населення США в 2010 році місто мало площу 1,97 км², уся площа — суходіл.

## Демографія
Згідно з переписом 2010 року, у місті мешкало 525 осіб у 213 домогосподарствах у складі 145 родин. Густота населення становила 267 осіб/км².  Було 227 помешкань (115/км²).
Расовий склад населення:
| - 97,0 % — білих - 1,5 % — чорних або афроамериканців - 0,2 % — корінних американців - 0,2 % — азіатів |

До двох чи більше рас належало 1,1 %. Частка іспаномовних становила 1,5 % від усіх жителів.
За віковим діапазоном населення розподілялося таким чином: 27,0 % — особи молодші 18 років, 57,4 % — особи у віці 18—64 років, 15,6 % — особи у віці 65 років та старші. Медіана віку мешканця становила 38,5 року. На 100 осіб жіночої статі у місті припадало 98,9 чоловіків;  на 100 жінок у віці від 18 років та старших — 99,5 чоловіків також старших 18 років.
Середній дохід на одне домашнє господарство  становив 57 869 доларів США (медіана — 49 762), а середній дохід на одну сім'ю — 68 398 доларів (медіана — 70 750). Медіана доходів становила 48 654 долари для чоловіків та 30 625 доларів для жінок. За межею бідності перебувало 5,3 % осіб, у тому числі 9,2 % дітей у віці до 18 років та 3,6 % осіб у віці 65 років та старших.
Цивільне працевлаштоване населення становило 261 осіб. Основні галузі зайнятості: виробництво — 21,1 %, освіта, охорона здоров'я та соціальна допомога — 19,2 %, фінанси, страхування та нерухомість — 13,8 %, роздрібна торгівля — 13,0 %.